# Paul Verhaegen
Pour les articles homonymes, voir Verhaegen.
Ne doit pas être confondu avec Paul Verhaeghen.
Paul Verhaegen, né à Ixelles (Belgique) le 15 septembre 1859 et mort à Watermael-Boitsfort (Belgique) le 9 mai 1950, est un magistrat, historien et héraldiste belge.

## Biographie

### Famille
Joseph Paul Verhaegen est né le 15 septembre 1859 à une heure et demie de l'après-midi, à Ixelles, au domicile de ses parents sis au n° 142 de la chaussée de Wavre.    
Il est le fils de l’avocat Jean Baptiste François Eugène Verhaegen (1820-1878) et de Marie Florentine Caroline Joséphine Nève (1832-1903) qui s'étaient mariés à Bruxelles en 1846. Il était le quatrième enfant d'une fratrie de six, dont son frère Arthur Verhaegen (Bruxelles 1847 - Bruxelles 1917) était l'aîné.
Son grand-père paternel était Pierre Théodore Verhaegen (Bruxelles 1796 - Bruxelles 1862) qui fut homme politique et professeur à l'Université de Belgique (dénommée plus tard Université Libre de Bruxelles) qu'il avait contribué à créer en 1834 et sa grand-mère paternelle était Jeanne Philippine Françoise Josèphe Barbanson (1795-1858), fille de Jean-Baptiste Barbanson, avocat, puis président du tribunal de première instance de Bruxelles, qui avait été admis en 1786 au lignage Sweerts, l'un des sept Lignages de Bruxelles.
Paul Verhaegen, alors avocat domicilié à Watermael-Boitsfort mais résidant à Bruxelles, épouse à Blicquy en 1885 Hélène du Roy de Blicquy (Gand 1862 - Watermael-Boitsfort 1944), fille du bourgmestre de Blicquy. Ils eurent trois garçons qui eurent eux-mêmes une nombreuse descendance.
* Le baron Georges Verhaegen (1886-1963), lieutenant-général, ancien combattant de la Première Guerre mondiale, qui a épousé en 1916 au Havre la comtesse Marie de Briey (1892-1978), petite-fille du comte Albert de Briey, diplomate et membre de la Chambre des représentants, et belle-sœur du comte Louis de Lichtervelde, chef de cabinet et historien. Ils eurent cinq fils et deux filles, dont la descendance s'est perpétuée jusqu'à nos jours.
* Le baron Eugène Verhaegen (1889-1974), premier avocat général à la cour d'appel de Bruxelles, ancien combattant de la Première Guerre mondiale, épouse à Kortenaken en 1919 Marthe de Wouters d'Oplinter (1895-1966), fille de Fernand de Wouters d'Oplinter, conseiller communal de Kortenaken, membre de la Chambre des représentants, délégué de la Belgique à la première session de la Société des Nations et ministre des Affaires économiques. Ils ont eu deux fils et une fille, avec une descendance jusqu'à aujourd'hui.
* Le baron Etienne Verhaegen (1890-1990), avocat, ancien combattant de la Première Guerre mondiale, a épousé Marie-Louise de Goussencourt (1893-1940) en 1919 à Blicquy et Claire Dessain (1900-1974) à Ixelles en 1947. De son premier mariage, il eut trois fils et trois filles, avec une descendance jusqu'à aujourd'hui.

### Parcours professionnel
Paul Verhaegen, docteur en droit de l'Université catholique de Louvain, fut d'abord avocat chez Auguste Beernaert, puis substitut près le tribunal de première instance de Bruxelles en 1885, et ensuite continua sa carrière dans la magistrature assise comme juge au Tribunal de première instance de Bruxelles, vice-président de ce tribunal en 1903, conseiller à la cour d'appel en 1906, conseiller à la Cour de cassation en 1919, et président de chambre à la Cour de Cassation en 1934. Il fut président de la Commission royale pour la publication des anciennes lois et ordonnances de la Belgique de 1922 jusqu'à sa mort en 1950. il fut également membre de la Commission royale des monuments et des sites. Par ailleurs, à partir de 1913, il fut membre effectif du Conseil de noblesse (à l'époque nommé Conseil héraldique de Belgique), dont il assura la présidence de 1928 à 1950. 
Son oeuvre majeure comme Historien est La Belgique sous la domination française, 1792-1814, parue en cinq volumes à Bruxelles, chez Goemare, de 1922 à 1929. Cet ouvrage, d'une très grande valeur documentaire, a cependant été parfois jugé sévèrement comme manquant de synthèse.

## Publications
Quelques unes de ses publications sont mentionnées ci-après : 
- La Belgique sous la domination française (1792-1814), 5 volumes, Goemare, Bruxelles, 1922-1929.
- La détention d'Henri Van der Noot en 1796-1797, dans le Bulletin de la Commission royale d'Histoire, 1891, pp. 167-173.
- Thomas Vlas dit Lineus, humaniste et jurisconsulte belge du XVIe siècle, dans le Bulletin de la Commission royale des anciennes lois et ordonnances de Belgique, 1922.
- De l'insertion des titres de noblesse dans les actes d'état civil, dans l'Annuaire de la noblesse belge, 1923.
- Le Registre authentique des dépenses secrètes du Congrès Belge en 1790, dans le Bulletin de la Commission royale d'Histoire, 1926, pp. 301-317.
- Le Vieux Boitsfort (Histoire de Watermael-Boitsfort), dans les Annales de la Société Royale d’Archéologie de Bruxelles, tome 33, 1927.
- Titres du Saint-Empire, dans le Le Parchemin, 1936
- Armoiries universitaires », dans Le Parchemin, 1936.
- Les églises de Gand, Nouvelle société d'éditions, Bruxelles, 1937-1938, Ars Belgica, Deux volumes.

## Récompenses et distinctions
Il avait obtenu concession de noblesse par lettres patentes du 14 août 1886 en même temps que son frère Arthur. Il reçut ensuite en 1923 le titre de baron.  
Il était également chevalier de l'ordre de François-Joseph d'Autriche.
Par ailleurs, il était chevalier de l'Ordre de Malte.